# Canarium macadamii
Canarium macadamii är en tvåhjärtbladig växtart som beskrevs av Leenh.. Canarium macadamii ingår i släktet Canarium och familjen Burseraceae. Inga underarter finns listade i Catalogue of Life.